# Окулярник коморський
Окулярник коморський (Zosterops kirki) — вид горобцеподібних птахів родини окулярникових (Zosteropidae). Ендемік Коморських Островів. Раніше вважався підвидом мадагаскарського окулярника.

## Поширення і екологія
Коморські окулярники є ендеміками острова Великий Комор. Вони живуть в рівнинних гірських і мангрових тролпічних лісах, чагарникових заростях, в садах і на плантаціях, на висоті до 2300 м над рівнем моря.